# Бюст

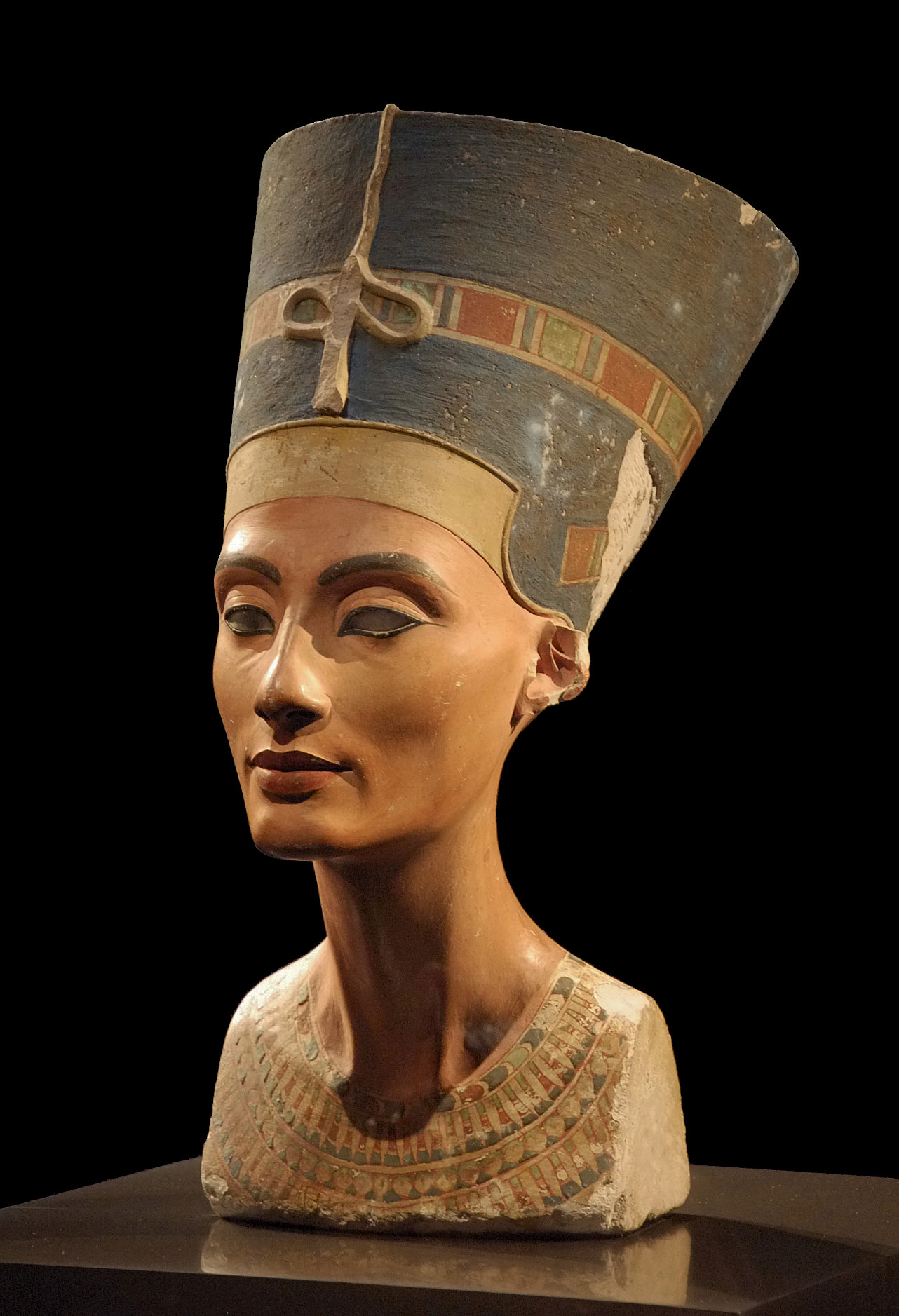
Бюст Нефертити. Древний Египет. Мастерская Тутмоса. Ок. 1351—1334 до н. э. прибл. 1350 до н. э. Известняк, покрытый раскрашенной штукатуркой. Отличительной особенностью этого произведения Амарнского искусства является отсутствие крепежа, с помощью которого египтяне обычно присоединяли портретные изображения к полноростовой статуе

Бюст — скульптурное трёхмерное изображение (круглая скульптура) верхней части человеческой фигуры в погрудном либо поясном срезе, обычно установленное на цоколе. Как правило, бюст является портретным изображением, призванным зафиксировать индивидуальные, присущие только конкретному человеку черты, однако существуют и бюсты, представляющие обобщённые типы человеческой внешности. Бюсты выполняются из тех же материалов, что и обычная скульптура: мрамор, бронза, дерево, терракота, воск, гипс и т. д..
С древних времён бюст является наиболее распространённым типом скульптурного изображения человека и передачи его портретных черт, так как для создания полноростовых скульптур требуется больше затрат и материальных, и физических. Бюст приближен к размеру в натуральную величину, занимает меньше места и допускает исполнение из таких непрочных материалов, как, например, терракота.

## Древний мир
Самым древним примером скульптурного портрета можно считать египетские погребальные маски, сделанные из различных материалов (воск, папье-маше, дерево), они укладывались на мумии и саркофаги. Большинство дошедших до нашего времени древнеегипетских скульптурных голов или бюстов являлись частью полноростовых изваяний, так как обычно тело и голова статуи человека исполнялись из разных материалов. Для соединения отдельных деталей использовались «шипы», сохранившиеся на бюстах до наших дней.
В Греции как надгробия использовались гермы — четырёхгранные колонны, на которых устанавливались скульптурные изваяния голов или бюсты — первоначально это было изображение бога Гермеса, позднее других богов и героев. Композиционно ксоаны (идолы, изображавшие божество) и гермы являются предтечей скульптурной формы бюста.

## Античность
Античные скульптурные изображения голов, завершающиеся шеей, иногда представляются бюстами. Однако большей частью это не самостоятельные художественные произведения, а фрагменты статуй, созданные для вставки в готовое произведение, что является обычной практикой древнеримских скульпторов.
Портретный бюст появился в Древней Греции, однако сохранилось очень мало оригинальных греческих образцов, в отличие от множества их римских копий. Так, известны четыре римские копии бюстов Перикла в коринфском шлеме, однако этот бюст — копия части статуи в полный рост. Такие частичные копии древнегреческих скульптур были очень популярны в Древнем Риме.
Собственно традиция портрета в виде бюста возникла в Риме, вероятно, из обычая семей римских патрициев хранить восковые или гипсовые маски, возможно, снятые с лица покойного. Такие маски выставлялись в атриуме патрицианского дома. По сообщению Полибия (жившего в Риме длительное время с 167 г. до н. э.), когда умирал член семьи, в похоронной процессии маски покойных представителей рода несли перед полусидящим телом умершего. Позднее восковые маски, вероятно, либо заменялись либо дополнялись скульптурными изображениями. Обладание такими изображениями imagines majorum («портретами предков», «изображениями старших») было требованием для принадлежности к сословию всадников. Само французское слово buste произошло от бытовавшего в средневековой латыни bustum, в свою очередь произошедшего от латинского ambro, обозначавшего «обжигаю, жгу» — bustum в Древнем Риме называлось место, где сжигались тела умерших.
Развитие реалистического портрета в Древнем Риме во II—I вв. до н. э. имело в своей основе акцентированный интерес к человеческой индивидуальности. Также популярности этого направления скульптуры способствовало право, данное должностным лицам, устанавливать на форумах римских городов свои скульптурные изображения. Своего наивысшего развития скульптурный портрет Древнего Рима достиг в I—III вв. н. э. Портреты этого периода отличает понимание художником ведущих черт характера модели и высокая реалистичность изображения, позволяющие создавать впечатляющие образы. Изначально портретная скульптура была представлена только изваянием головы, поздние бюсты исполнялись с плечами, а с III века уже в погрудном срезе.

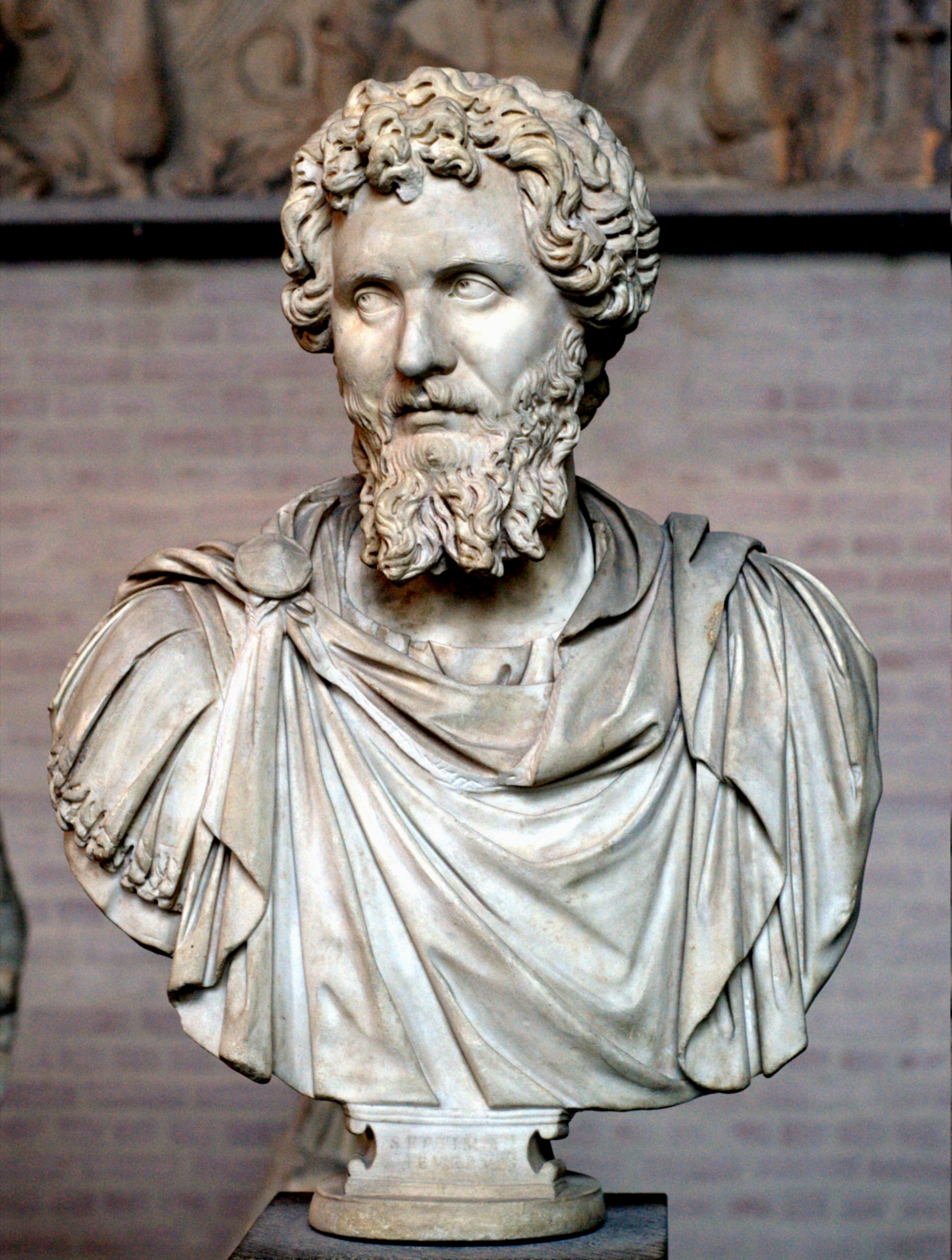
Септимий Север. Мрамор. Мюнхенская глиптотека
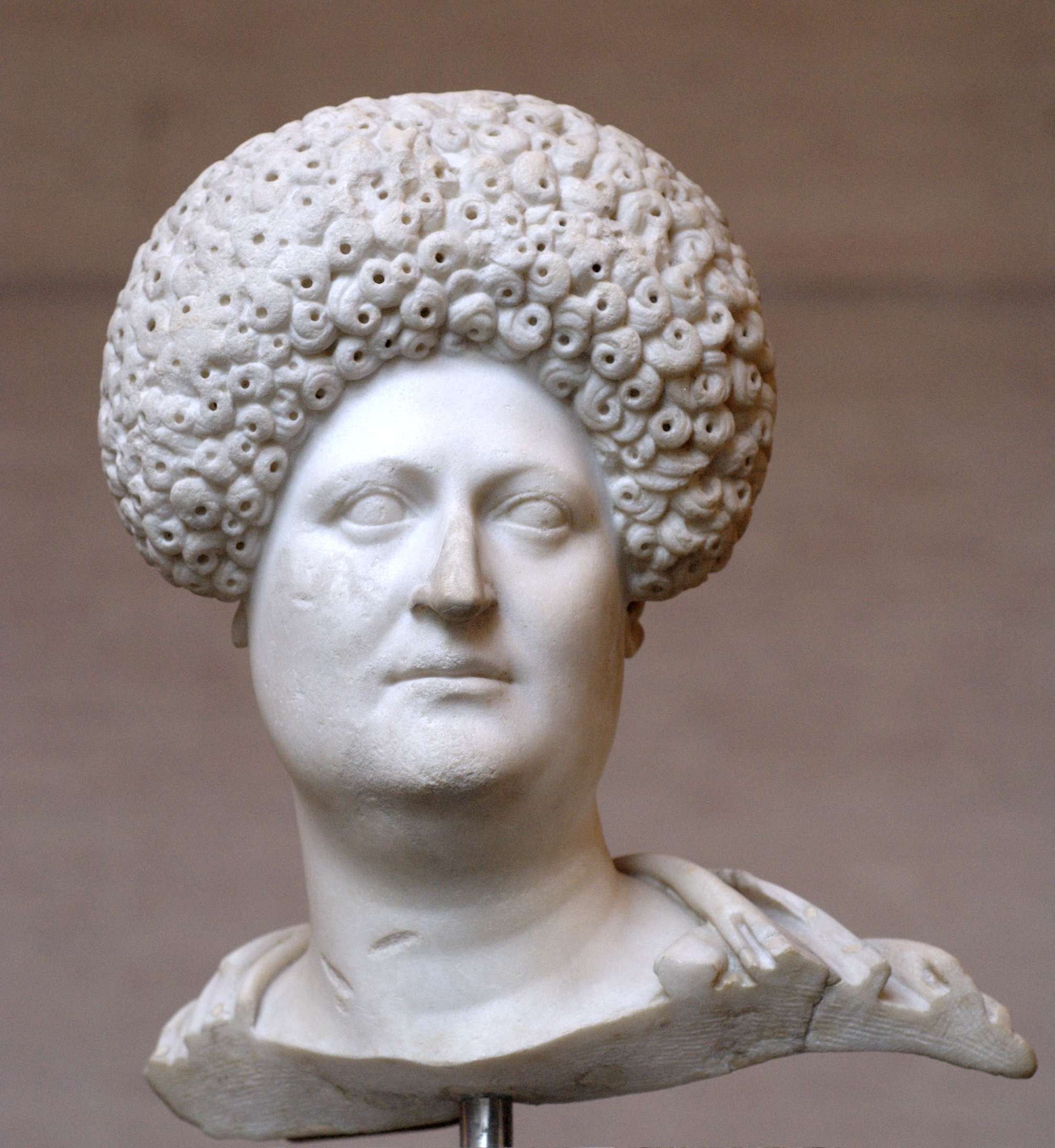
Портрет римлянки. I в. н. э. Мюнхенская глиптотека
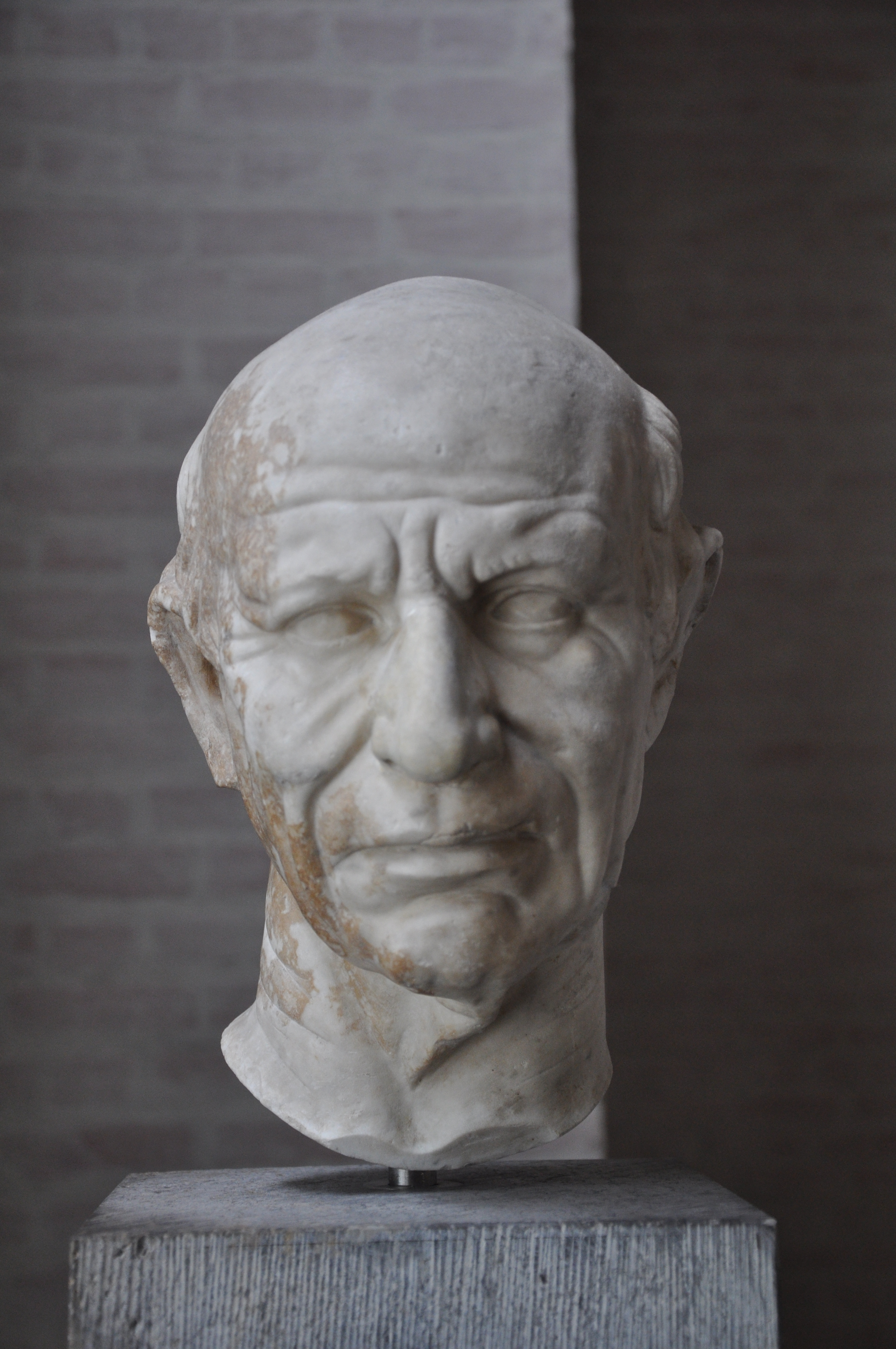
Пожилой римлянин. 40-е гг. н. э. Мюнхенская глиптотека

## Средневековье
Для Средних веков портрет в виде бюста был достаточно редким форматом. Тем не менее, скульптура была одним из немногих видов искусства, где в эту эпоху проявляется интерес к натуре, реальным чертам модели. При дворе императора Фридриха II, увлеченного античностью, работала мастерская, художники которой в подражание древнеримским создавали портреты самого Фридриха и его приближенных. Однако средневековые скульпторы, работающие в антикизирующей манере, не могли достигнуть такой глубокой трактовки образа и острого психологизма, которые отличают произведения римских мастеров.
Широкое распространение в Средние века получили реликварии новой формы в виде роскошно декорированных бюстов из драгоценных металлов, представляющие идеализированное изображение того или иного святого. Например, знаменитый бюст Карла Великого из золота (ок. 1350), до настоящего времени хранящийся в сокровищнице Ахенского собора. Интересны реликварии XII века: святых Баудино в Сен-Нектаре, Цезарио в Море, Шафра в Ле Монастье.
К концу XIV века в скульптуре сложился жанр портрета реального человека, воплотившийся в станковом бюсте, в первую очередь он имел характер мемориального. Одна из интереснейших скульптурных портретных галерей была создана по инициативе императора Священной Римской империи Карла IV в пражском соборе Святого Вита. Бюсты были раскрашены, чем напоминали живописные произведения, в настоящее время первоначальная краска сохранилась лишь на изображении Элишки, матери Карла. Весьма необычно для той эпохи, что, наряду с портретными бюстами императора, членов его семьи, деятелей церкви, связанных с собором, были помещены портреты его строителей — Матьё Аррасского и Петера Парлержа. Часть бюстов выполнена не с натуры, так как это изображения уже умерших к тому времени людей, поэтому они скорее отражают представление художников о различных портретных типах. Так, по мнению исследователей (Джорджия Райт), портреты четырёх жён императора и его приёмной дочери воплощают идеализированный женский образ, образ Девы Марии. Впечатление идеальности усиливает головной убор (апостольник) и «трепетная улыбка». Бюсты архиепископов и ректоров выполнялись не мастерской Парлержа, а другими скульпторами. В этой группе, отличающейся более мягкой моделировкой, собраны портреты типизированные (бюсты ректоров Котлика и Бушека), индивидуализированные (портрет Бенеша Крабице, вероятно, прижизненный) и даже гротескные (портрет ректора Микулаша Голубца) — что, возможно, является не вполне удавшейся попыткой передать определённое эмоциональное состояние. Среди этой группы выделяется бюст ректора Вацлава из Радче, «настоящий трёхмерный станковый бюст» (Ювалова). По мнению некоторых исследователей (А. Кутал), этот бюст уже ближе к раннеренессансной портретной пластике.
К поздней фазе Средневековья относится произведение резчика и скульптора Йорга Сирлина Старшего для Ульмского собора (1469—1474). Проходы деревянных скамей на хорах собора были украшены впечатляющей галереей скульптурных портретов пророков, сивилл и античных ученых, исполненных с редкой выразительностью. Портреты в поясном срезе скульптор исполнил с руками. Некоторые исследователи считают, что среди бюстов Ульмского собора имеются автопортрет самого Сирлина, а также портретный бюст его жены.

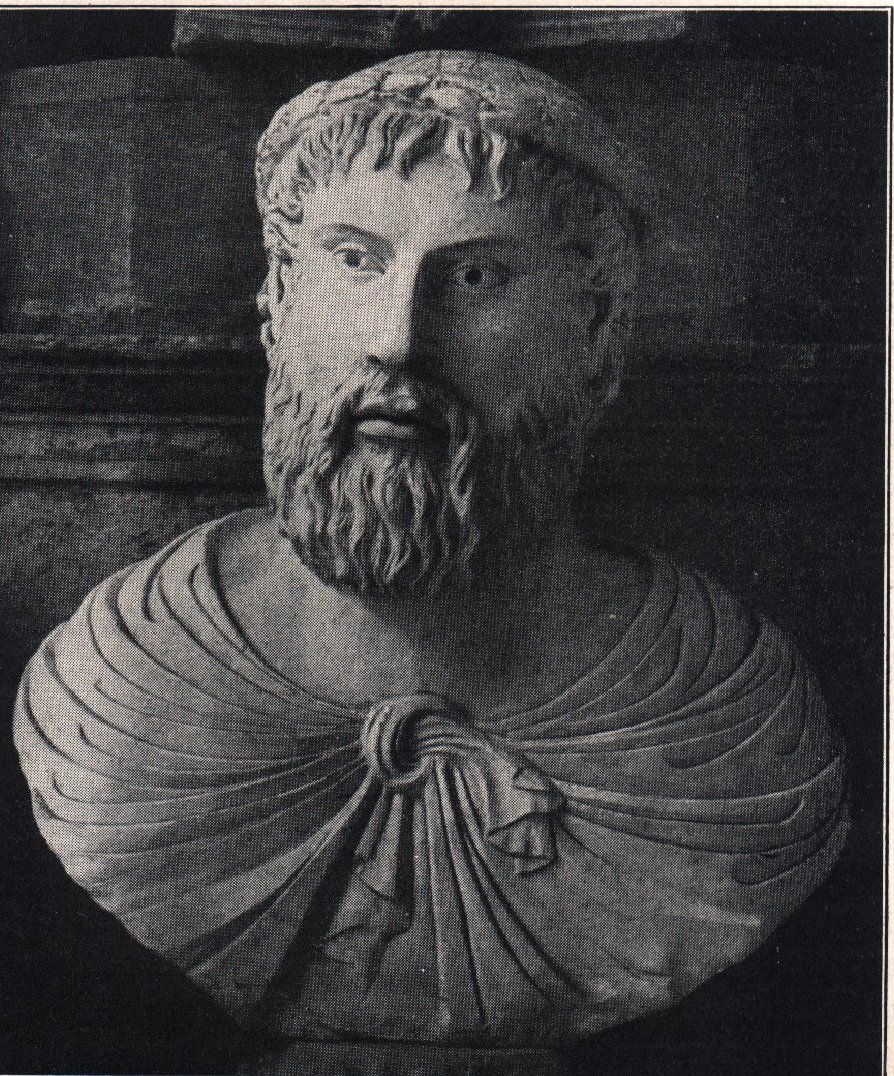
Портрет Пьетро делла Винья, канцлера Фридриха II. Мрамор
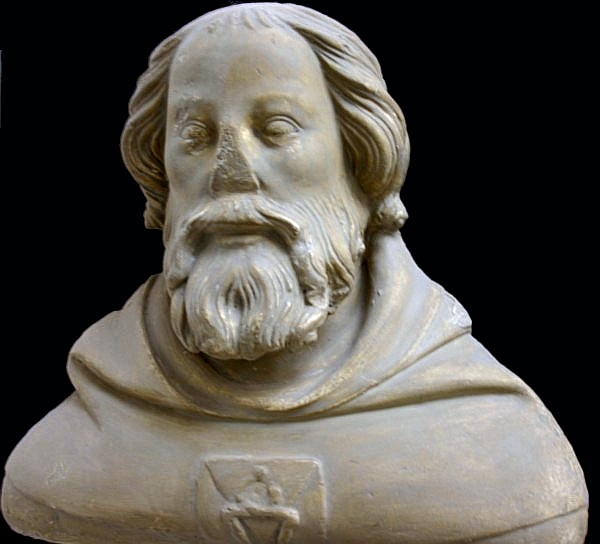
Матьё Аррасский. Бюст из трифория Собора Святого Вита. Прага. 1370-е гг
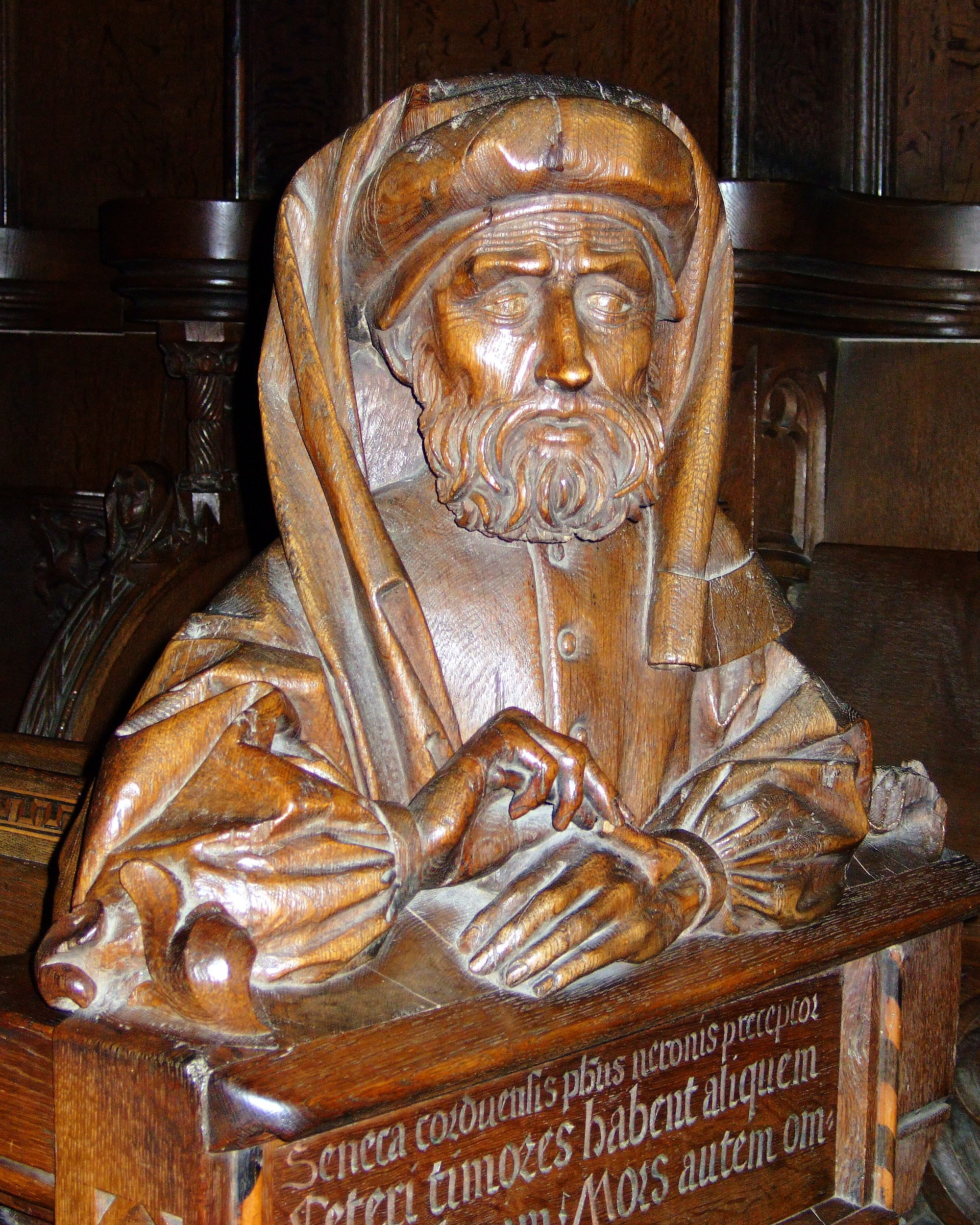
Ульмский собор. Сенека. Бюст на скамьях хоров. Йорг Сирлин Старший. Дерево. 1469—1474

## Возрождение
Жанр скульптурного портрета стал невероятно популярным в эпоху Ренессанса, когда в системе ценностей человек и его духовный мир заняли центральное положение. Итальянцы познакомились с древнеримскими бюстами, обнаруженными в раскопках.
Появились новые формы бюста, расширившие возможности художественного выражения. Вместе с возрождением использования погребальных масок возник обычай снятия слепка с лица живого человека — изучение натуры было необходимо для достижения максимального портретного сходства. С влиянием античного искусства исследователи связывают перевод в мастерских Флоренции вотивных восковых бюстов в мрамор, чтобы более точно передать черты модели.
В жанре скульптурного портрета работали такие выдающиеся мастера, как Донателло (основоположник ренессансного скульптурного портрета), Антонио Росселино, Франческо Лаурана, Андреа Верроккьо, вдохновлявшиеся древнеримскими образцами.
Формат скульптурного портрета изменился во второй половине кватроченто — появились бюсты с руками модели, что добавляло изображению энергетики и жизненной убедительности. Таков портрет женщины с букетом цветов, исполненный Андреа Верроккьо (ок. 1480). Однако широкого распространения бюст в поясном срезе с руками не получил, так как это существенно увеличивало стоимость произведения.
Бюсты в ренессансной Италии устанавливались либо на фасаде здания, либо внутри помещения над дверью или над камином, поэтому они исполнялись скульпторами с учётом того, что зритель их будет видеть, стоя внизу. Таков бюст Никколо да Уддзано работы Донателло.

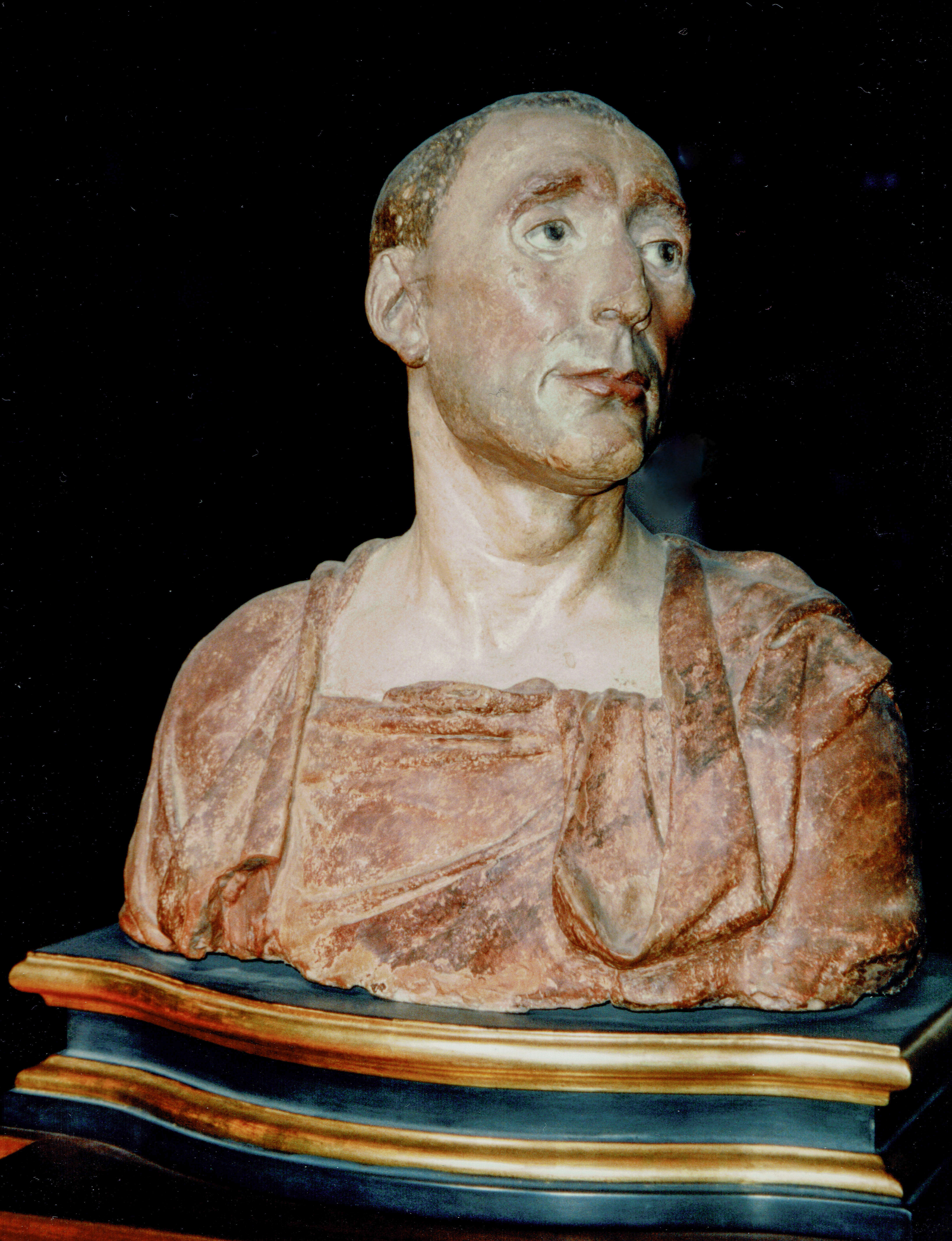
Донателло. Портрет Никколо да Уддззано
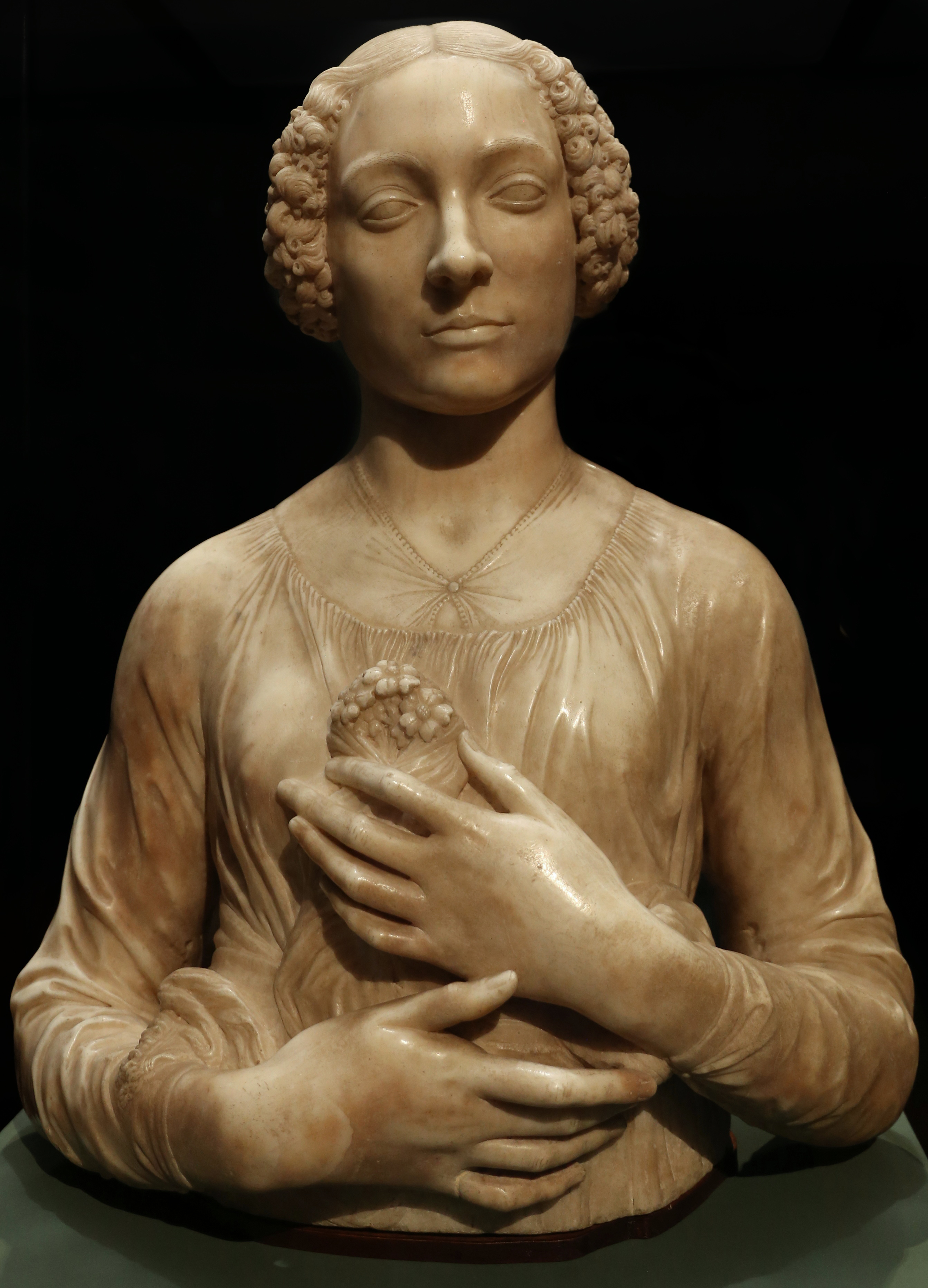
А. Верроккьо. Портрет женщины с букетом цветов. Ок. 1480. Флоренция, Национальный музей Барджелло
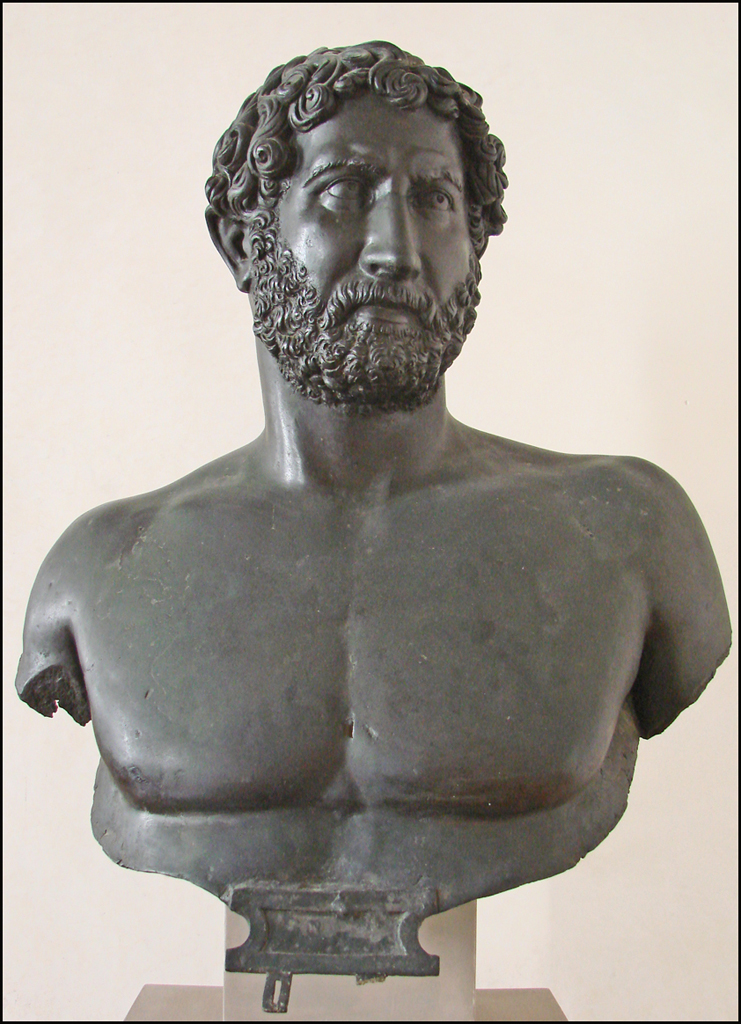
Лодовико Ломбардо. Император Адриан. XVI в. Палаццо Гримани. Бронза

## Барокко
Становление скульптурного портрета барокко тесно связано с именем Джан Лоренцо Бернини. Его экспрессия и драматизм открывают новую эпоху в станковой скульптуре, отвечающей эстетическим запросам как барокко так и классицизма. Впечатление движения усиливается развевающимися на ветру драпировками, как в бюсте Людовика XIV (1665, Версаль, Дворец), чтобы придать модели больше величия, здесь скульптор выбрал перспективу снизу вверх. В портретах работы Бернини сочетаются передача эмоционального напряжения, человеческого характера и великолепное владение материалом (Адский автопортрет (1619), портрет Констанции Бонарелли (1636), портрет Павла V (1617—1618)). Бюст «Голова Медузы», приписываемый Бернини, может служить примером неожиданной трактовки распространённого античного сюжета: художник избрал не традиционное изображение легендарного чудовища, от взгляда которого всё превращается в камень, а момент переходного состояния, когда прекрасная девушка осознаёт, что превращается в уродливую Медузу. Бюст Медузы исполнен с пониманием природы материала, мрамор в разных местах подвергнут разнообразной обработке, таким образом достигается достоверность изображения. Зловещая причёска Горгоны из причудливо извивающихся змей демонстрирует высокое мастерство скульптора.
Во Франции на развитие скульптуры повлияли две такие различные традиции, как национальная готическая, имевшая большое значение в XVI веке и даже в более поздний период, и итальянское Возрождение. Мастера, обращавшиеся к станковому портрету, были также и медальерами: свидетельством не прерывавшейся преемственности служат работы Жермена Пилона (портрет ребёнка, отличающийся удачной передачей сочетания детской наивности и состояния сосредоточенности). 

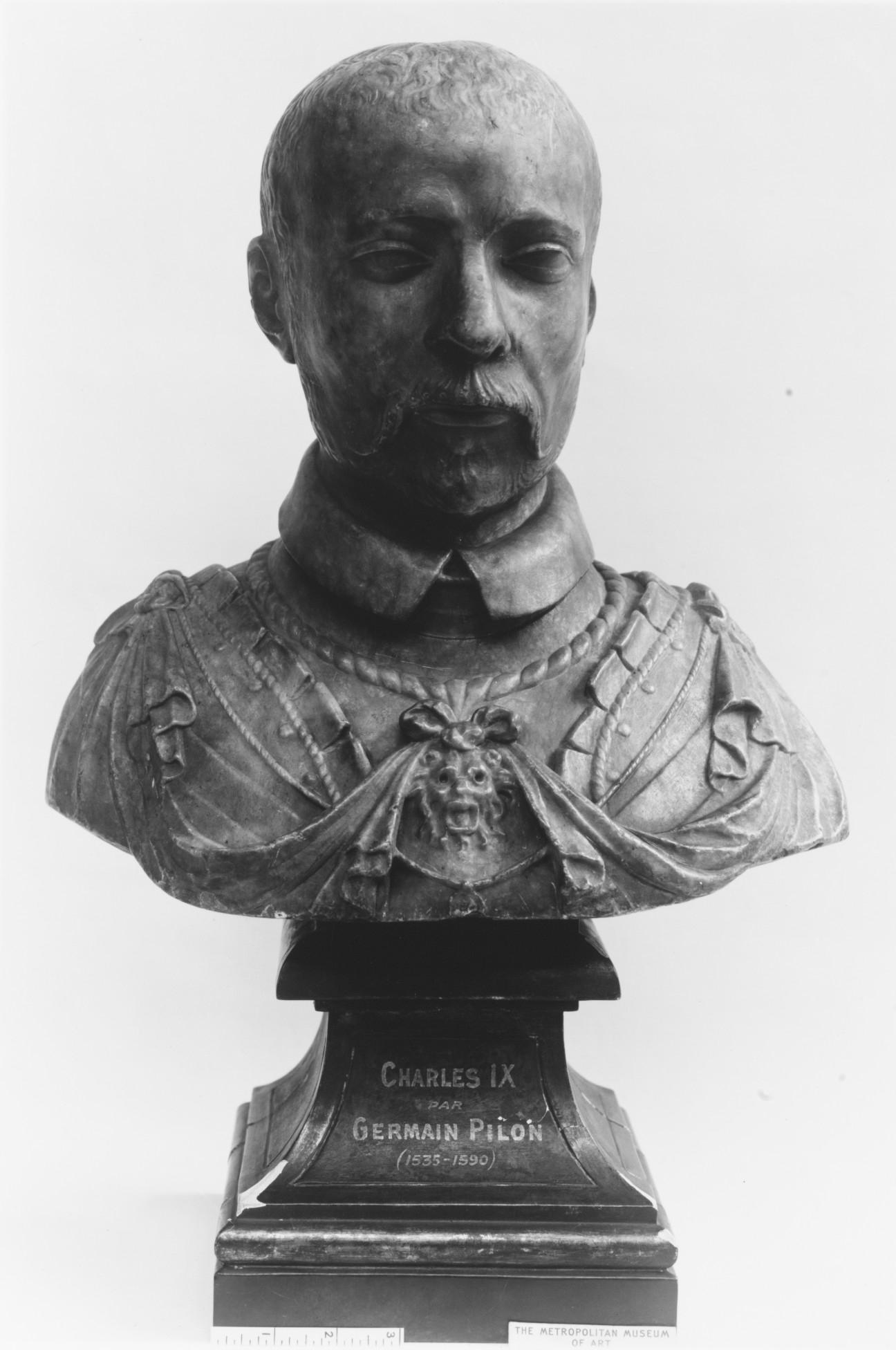
Жермен Пилон. Портрет Карла IX
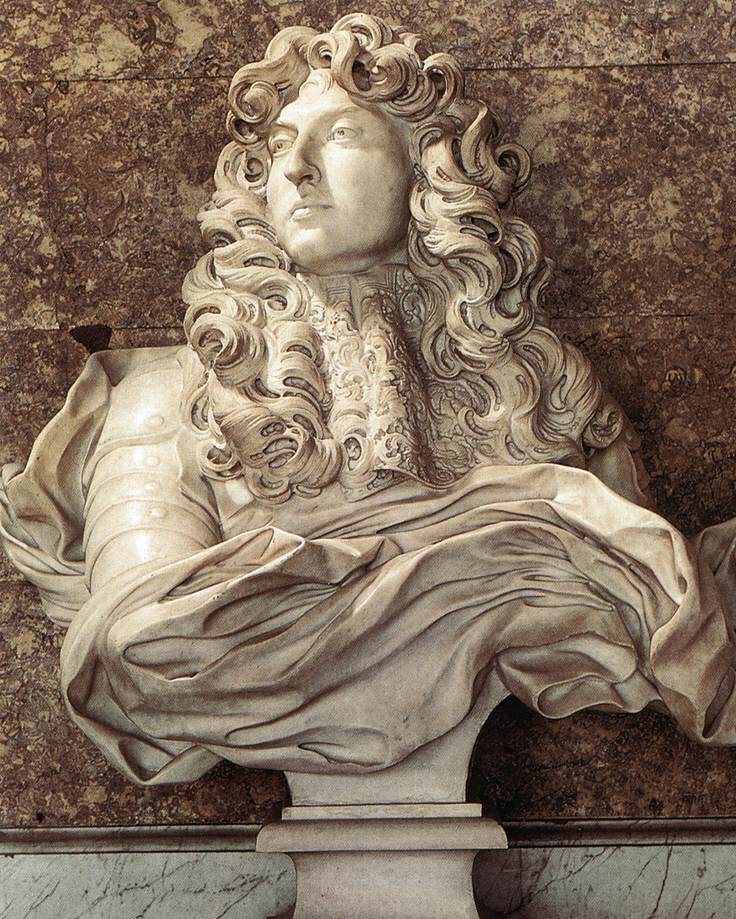
Джан Лоренцо Бернини. Портрет Людовика XIV
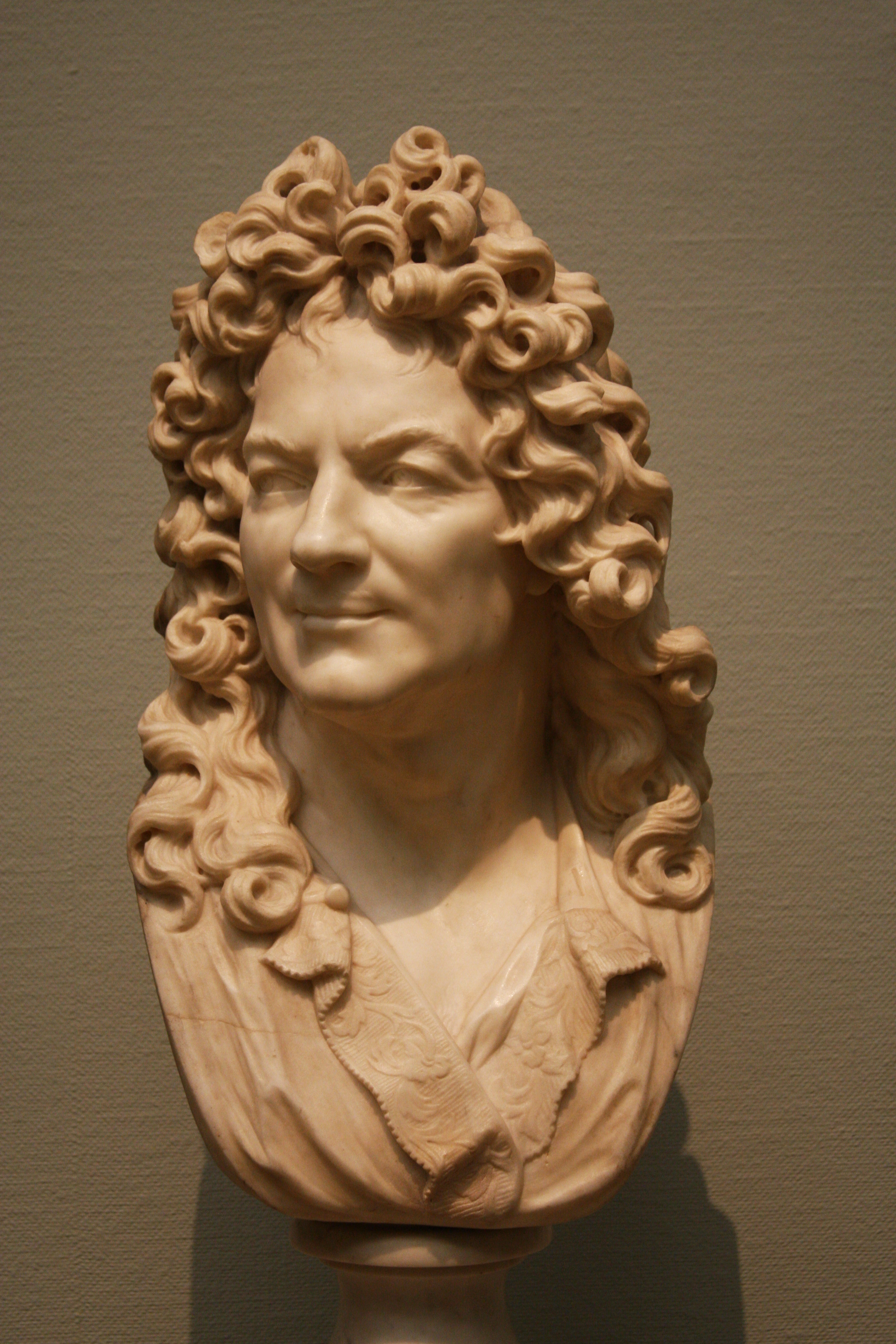
Антуан Куазевокс. Мужской портрет

## Современность
Технологии XXI века позволяют скульпторам и архитекторам создавать бюсты колоссальных масштабов:

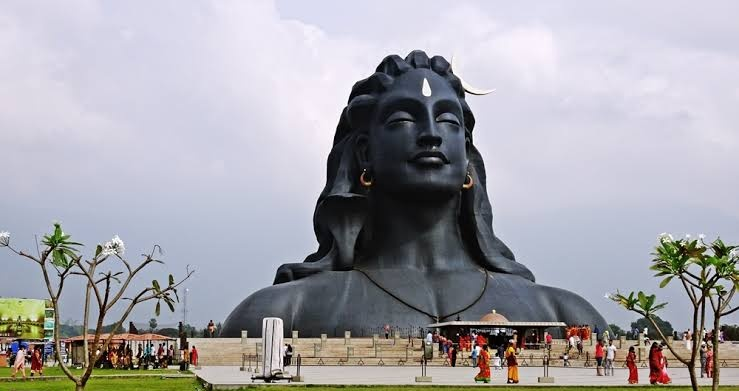
34 метровый стальной бюст Шивы в Коимбатуре